# Nahuel Furtado
Lucas Nahuel Furtado Cabrera, noto semplicemente come Nahuel Furtado (Montevideo, 20 marzo 1998), è un calciatore uruguaiano, difensore del Defensor Sporting.

## Carriera
Cresciuto nel settore giovanile del Cerro, ha debuttato in prima squadra il 30 marzo 2019 disputando l'incontro di  Primera División Profesional perso 2-0 contro il Nacional.